# Gistaín
Gistaín (arag. Chistén) – gmina w Hiszpanii, w prowincji Huesca, w Aragonii, o powierzchni 75,9 km². W 2011 roku gmina liczyła 147 mieszkańców.